# شهرستان ابوالعباس

شهرستان ابوالعباسیکی از شهرستان‌های استان خوزستان و در جنوب غربی ایران است که در شمال غربی شهرستان باغملک و در جنوب غربی شهرستان ایذه می‌باشد.
نام باستانی این شهر [باراواس] بوده که بطلمیوس جغرافیدان یونانی در کتابش بدین نام آورده.
باراواس در مسیر جاده شاهی بوده که پارسه و شوش را به یکدیگر متصل میکرده و  در زمان هخامنشیان از اهمیت بسزایی برخوردار بوده است.
و آثاری چند از آن هنوز پابرجاست.
داریوش بزرگ و خشایارشا جهت فتح مصر و یونان
از سواره نظامان باراواس بهره می برده اند.
در دوره ایلامیان بعد از شوش مهمترین شهر آنها بوده که آثار دوران ایلامی هنوز در مجاورت شهر باستانی باراواس مشاهده می‌شود.
در دوران پیش از ایلام سایر مناطق اطراف باراواس
```
ازجمله ایذه ، باغملک ، رامهرمز و مسجد سلیمان
```

تحت سلطه و خراجگذار  باراوس بوده اند.

## دین
مردم این شهرستان مسلمان و شیعه دوازده امامی میباشند.
رده‌:شهرستان ابوالعباس